# Jaderná elektrárna Gravelines
Jaderná elektrárna Gravelines (francouzsky Centrale nucléaire du Gravelines) je provozní jaderná elektrárna ve Francii. Nachází se nedaleko města Gravelines ve francouzském departmentu Nord. S šesti reaktory a celkovým hrubým výkonem 5706 MW jde o druhou největší jadernou elektrárnu v Evropě po Záporožské. Současně jde o největší jadernou elektrárnu ve Francii.
Provozovatelem je akciová společnost se státní majoritou Électricité de France, zařízení elektrárny vyrobily firmy Alstom a Areva. Ředitelem je od roku 2012 Antoine Assice. Elektrárna leží na břehu moře, jehož voda slouží k chlazení, teplé odpadní vody využívají sádky ke komerčnímu chovu ryb (např. mořčák evropský).
Za případné bezpečnostní riziko bývá označován nedaleký sklad pohonných látek patřící společnosti Total, vedení elektrárny proto přijalo rozsáhlá opatření na ochranu reaktorů pro případ vznícení ropy.

## Historie a technické informace

### Počátky
Areál areálu elektrárny Gravelines získala koncem 60. let Électricité de France pro výstavbu původně čtyř bloků konvenční elektrárny. Později byl plán změněn na jadernou elektrárnu. Nejprve se spekulovalo, že se postaví dva francouzské tlakovodní reaktory o výkonu 900 MW s možností přidání čtyř varných reaktorů od General Electric typu BWR-6, ale v roce 1976 byl projekt zavržen.
Později bylo rozhodnuto o výstavbě čtyř tlakovodních reaktoru Framatome M310 CP-1. Model reaktoru Framatome M310 je vývojem modelu Westinghouse M310 ze Spojených států. Později byly postaveny ještě dva bloky navíc, protože ve Francii zbyly nevyužité komponenty ze zrušené íránské jaderné elektrárny Darchovin.

### Gravelines B

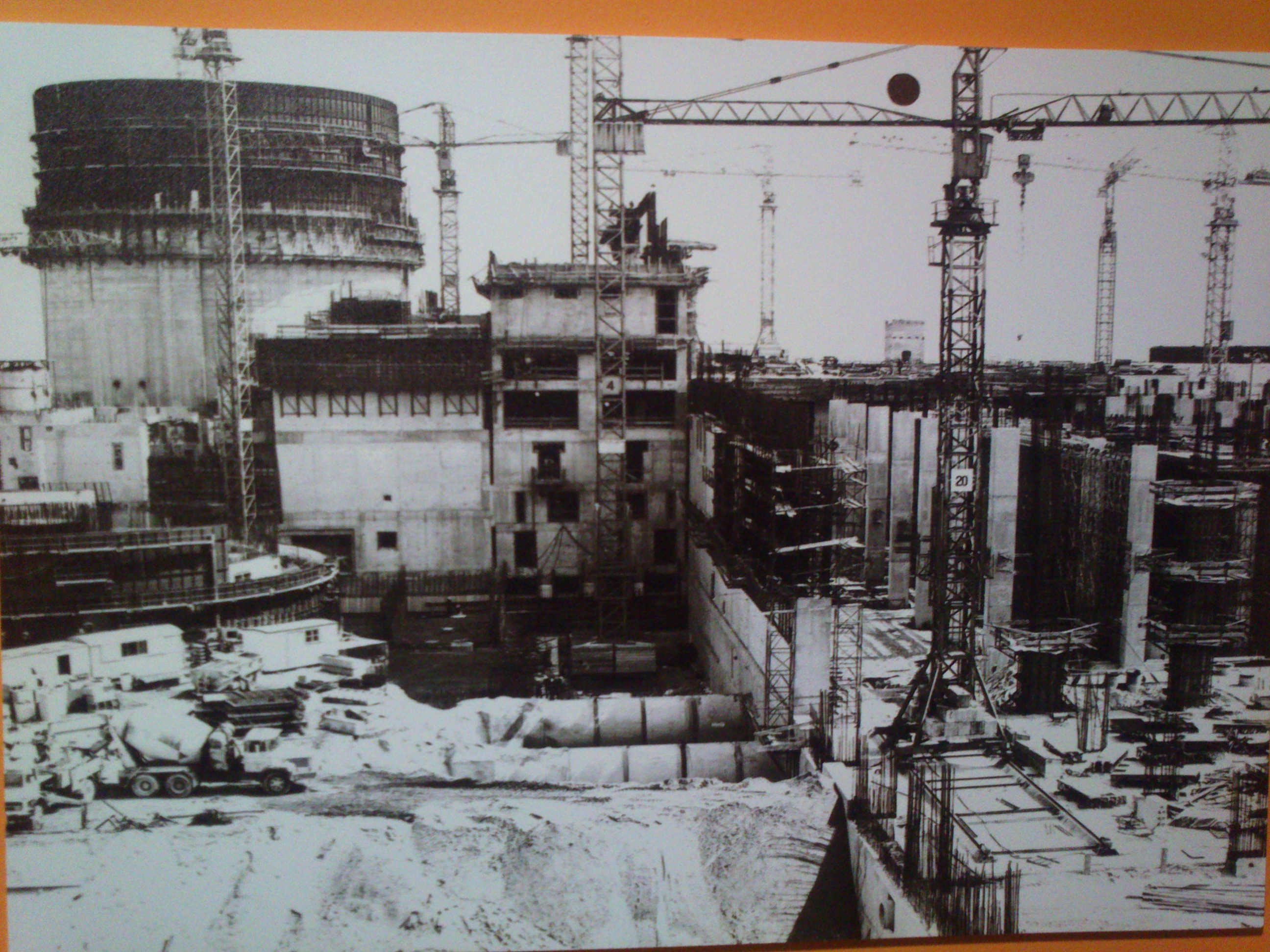
Výstavba Gravelines B

Elektrárna je rozdělena do dvou částí, Gravelines B a Gravelines C. Pod Gravelines A spadá bývalá elektrárna spalující ropu.
V březnu 1974 byla dozorčí rada Électricité de France oprávněna objednat u Framatome celkem 16 reaktorů pro několik jaderných elektráren. Čtyři z nich měly být součástí Gravelines B. Reaktory měly být stavěny v licenci společnosti Westinghouse a turbogenerátory měl dodat Alstom. Gravelines B sestává ze čtyř reaktorů.

#### Výstavba
Již na podzim 1974 byly zahájeny přípravné práce na výstavbu jaderné elektrárny pro bloky 1 a 2. Výstavba prvního bloku byla zahájena 1. února 1975, druhého 1. března 1975. Výstavba třetího bloku začala 1. prosince 1975 a čtvrtého 1. dubna 1976. Mezi lety 1977 a polovinou roku 1978 se v elektrárně vyskytly první problémy s plánováním, zejména problémy s instalací kovových konstrukcí, které se podařilo vyřešit, ale v reaktorovně stále docházelo ke zpožděním montáže. Do této doby bylo v turbínové hale bloku instalováno téměř 8 000 kondenzátorových trubic a sekundární okruh byl dokončen z 90 %. V prosinci 1978 byla uzavřena společná gondola bloků. Bloky 1 a 2 byly již ve fázi uvádění do provozu, na bloku Gravelines 3 začalo předpínání budovy reaktoru a na Gravelines 4 byly zahájeny práce na betonáži kopule budovy reaktoru. Studené zkoušky začaly v bloku Gravelines 2 v červenci 1979, turbosoustrojí bylo do Gravelines 3 dodáno v květnu a červnu 1979 a svářečské práce na primárním okruhu byly dokončeny v červenci 1979. Kolem 80% prací na bloku bylo dokončeno do konce roku 1979. Tlaková nádoba reaktoru Gravelines 4 byla dodána v srpnu 1979, takže do konce roku 1979 mohla být plně zahájena montáž primárního okruhu.

#### Uvedení do provozu
V roce 1976 se plánovalo, že Gravelines 1 zahájí provoz v roce 1978, Gravelines 2 v roce 1979 a Gravelines 3 a 4 v roce 1980. Kvůli problémům s montáží bylo uvedení Gravelines 1 do provozu odloženo na květen 1979.
Dne 19. února 1980 vydal ministr průmyslu povolení k provozu prvního bloku. Reaktor poprvé nabyl kritického stavu dne 21. února 1980. Dne 13. března 1980  byl blok poprvé synchronizován se sítí a 25. listopadu 1980 dosáhl komerčního provozu. Dne 2. srpna 1980 druhý blok dosáhl kritického stavu. Později, 26. srpna 1980 byl blok připojen k síti a 1. prosince byl uveden do komerčního provozu. Třetí blok kritického stavu nabyl 30. listopadu 1980. Síťová synchronizace proběhla dne 12. prosince 1980 a komerční provoz 1. června 1981. Čtvrtý blok byl kriticky testován dne 31. května 1981, do sítě byl připojen 14. června 1981 a komerční provoz konečně nastal 1. října 1981

### Gravelines C

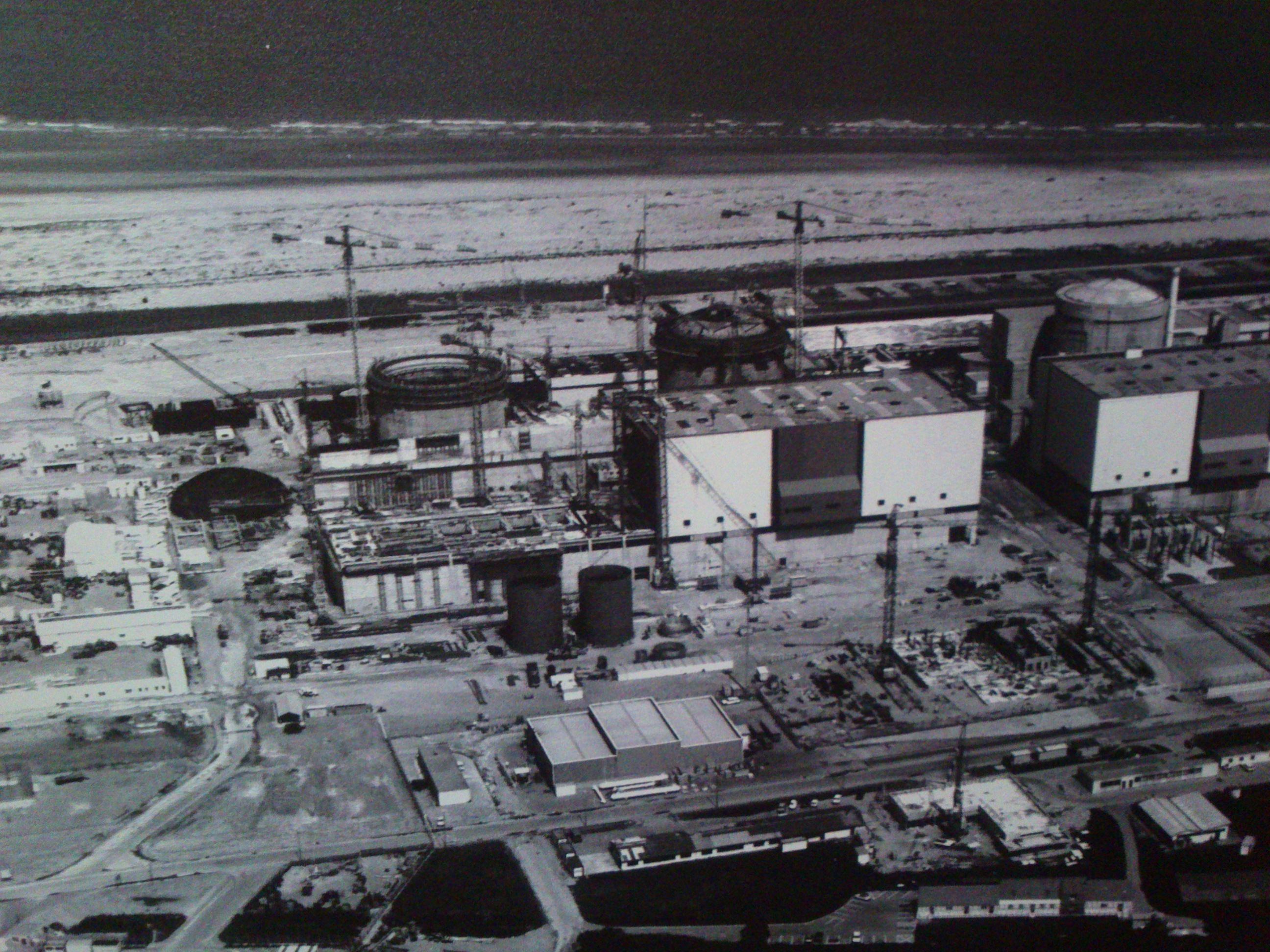
Výstavba Gravelines C

Na začátku roku 1979 se francouzská vláda rozhodla urychlit dostavbu jaderných elektráren, které se právě stavěly. Vzhledem k tomu, že v posledních letech došlo k rychlému nárůstu poptávky po energii a zároveň ropná krize vyústila v nedostatek dodávek íránské ropy, mělo by být několik elektráren dokončeno rychleji, aby nebyla ohrožena bezpečnost dodávek. Do tohoto vynuceného programu byly zařazeny pouze jaderné elektrárny Gravelines a Cattenom. Protože by tyto kapacity nestačily, bylo 6. února 1979 rozhodnuto o objednání dalších dvou bloků pro jadernou elektrárnu Gravelines. Dne 4. dubna 1979 schválila Rada ministrů výstavbu dvou bloků Gravelines 5 a 6. Rozhodnutí bylo učiněno na tom základě, že ve Francii zbyly všechny komponenty pro zrušenou elektrárnou Darchovin v Íránu, takže aby nedošlo ke ztrátám, měly být komponenty využity v Gravelines C.

#### Výstavba
Výstavba bloků 5 a 6 byla zahájena 1. října 1979. Dne 21. listopadu 1979 vláda schválila investiční program pro bloky s uzavřením smlouvy v roce 1980. Betonážní práce na budově reaktoru Gravelines 5 byly dokončeny do srpna 1982 a v dubnu 1982 byla zahájena montáž primárního okruhu. V červenci 1982 byly instalovány také pomocné systémy bloku a v srpnu parogenerátory. Dne 9. listopadu byla do reaktoru instalována tlaková nádoba. V září 1982 byl kontejnment uzavřen a elektrická montáž začala v říjnu 1982. V únoru 1983 byla schválena montáž v budově reaktoru v Gravelines 6, takže parogenerátory mohly být dodány v průběhu roku 1983 a montáž mohla začít koncem roku 1983. Tlaková nádoba reaktoru bloku byla dodána ve třetím čtvrtletí.
Mezi 17. březnem 1984 a 27. dubnem 1984 dokončil pátý blok svůj teplý zkušební provoz. V šestém bloku i přes zpoždění způsobená stávkami v roce 1982 probíhaly stavební práce podle plánu, takže montáž primárního okruhu byla dokončena v květnu 1984 a tlaková zkouška okruhu mohla proběhnout do 18. října 1984. Dne 8. listopadu 1984 byla ukončena následná kontrola tlakové nádoby reaktoru po tlakových zkouškách. Poslední díly turbíny měly být dodány na stavbu koncem roku 1985.

#### Uvedení do provozu
Mezi 11. červnem 1984 a 15. červencem 1984 bylo do pátého bloku naloženo první jaderné palivo a předkritické operace byly dokončeny do 6. července 1984. Pátý blok byl připojen k síti dne 28. srpna 1984 a uveden do provozu byl dne 15. ledna 1985. Šestý blok následoval připojením k síti dne 1. srpna 1985 a uvedením do provozu 25. října 1985.

### Plány na rozšíření
V roce 2019 Électricité de France zahájila předběžné plánování šesti reaktorů EPR-2 od Framatome. V prosinci 2020 bylo oznámeno, že Gravelines byl jedním z kandidátských míst pro dva z těchto šesti bloků.

## Informace o reaktorech
| Reaktor      | Typ reaktoru         | Výkon  | Výkon  | Zahájení výstavby | Připojení k síti | Uvedení do provozu | Uzavření |
| Reaktor      | Typ reaktoru         | Čistý  | Hrubý  | Zahájení výstavby | Připojení k síti | Uvedení do provozu | Uzavření |
| ------------ | -------------------- | ------ | ------ | ----------------- | ---------------- | ------------------ | -------- |
| Gravelines-1 | Framatome M310 - CP1 | 910 MW | 951 MW | 1. 2. 1975        | 13. 3. 1980      | 25. 11. 1980       |          |
| Gravelines-2 | Framatome M310 - CP1 | 910 MW | 951 MW | 1. 3. 1975        | 26. 8. 1980      | 1. 12. 1980        |          |
| Gravelines-3 | Framatome M310 - CP1 | 910 MW | 951 MW | 1. 12. 1975       | 12. 12. 1980     | 1. 6. 1981         |          |
| Gravelines-4 | Framatome M310 - CP1 | 910 MW | 951 MW | 1. 4. 1976        | 14. 6. 1981      | 1. 10. 1981        |          |
| Gravelines-5 | Framatome M310 - CP1 | 910 MW | 951 MW | 1. 10. 1979       | 28. 8. 1984      | 15. 1. 1985        |          |
| Gravelines-6 | Framatome M310 - CP1 | 910 MW | 951 MW | 1. 10. 1979       | 1. 8. 1985       | 25. 10. 1985       |          |